# بسكويت أصابع الست
أصابع السيدة (مفردها:إصبع السيّدة) بسكويت هش وجاف، يتكون أساساً من البيض ويُشَكل على شكل أصابع كبيرة تقريباً. وهو عنصر أساس في العديد من وصفات الحلوى مثل الترايفل، والشارلوت، والتِرَميسة. وعادةً ما تكون مشربة بالقطر أو الليكير أو القهوة أو الإسبرسو في حلوى التِرَميسة. كما تعطى عادةً للأطفال الرضع لإنها تكون لينة بما يكفي لتسنين الأفواه وسهلة الإمساك ومتينة بما يكفي كي لا تنهار.

## التاريخ

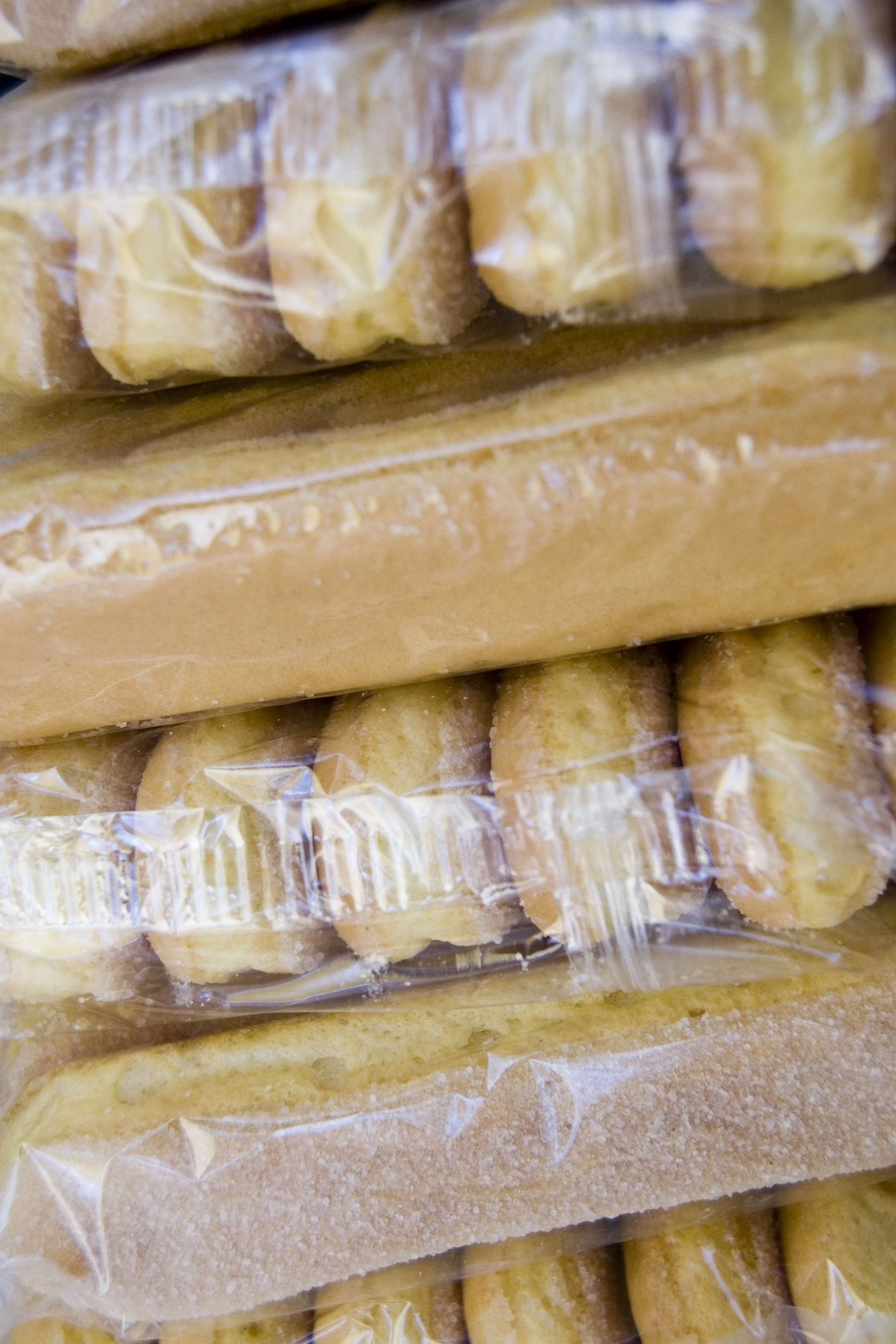
بسكويت أصابع الست في أغلفة بلاستيكية شفافة.

نشأ بسكويت أصابع الست في أواخر القرن الخامس عشر في محكمة دوقية سافوي للاحتفال بمناسبة الزيارة التي قام بها ملك فرنسا. لاحقاً أعطيت الاسم "Savoiardi" واعتُرِف به بسكويت المحكمة الرسمي. وأعربوا عن إعجابهم بها ولا سيما من جانب الشباب من أعضاء المحكمة، وعرضت للزوار باعتبارها رمزا من المطبخ المحلي.

## التحضير[6]

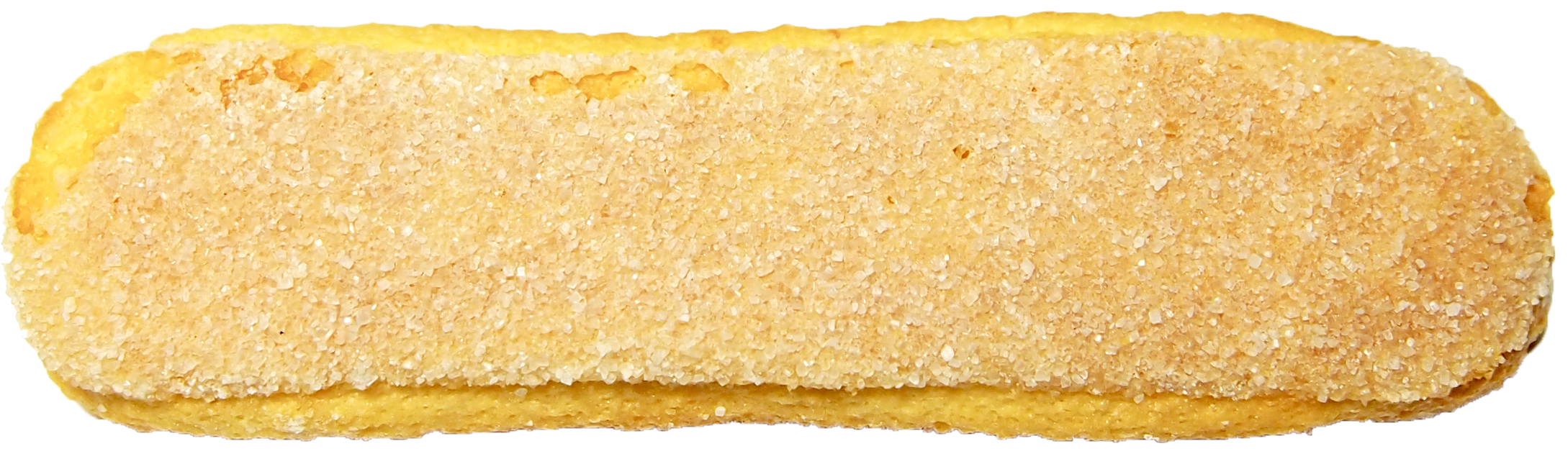
صورة عن قرب لإصبع الست إيطالي من ماركة فيجنزوفو (Vicenzovo).

أصبع الست مثل جميع أنواع الكعك الإسفنجي الأخرى لا تحتوي عادة على عامل تخمير كيميائي. وإنما تعتمد على دمج الهواء في البيض للحصول على قوام إسفنجي. ومع ذلك، بعض العلامات التجارية تحتوي بيكربونات الأمونيوم. وفي العادة يتم ضرب بياض البيض مع كمية من السكر ويضرب صفار البيض مع كمية السكر المتبقية كُلاً على حدة، ثم يمزج كلاهما مع الطحين بهدوء للمحافظة على فقاعات الهواء. وتحتوي وصفة أصابع الست على كمية من الطحين أكثر من الكيك الإسفنجي العادي. يتم ضخ الخليط الناتج بواسطة كيس حلواني بخطوط صغيرة على صينية الفرن، وإعطاء البسكويت شكله المعروف.
عادةً ما يُنخَل مدقوق السكر على السطح «قبل الخبز» للحصول على قشرة لينة. عند الانتهاء من تحضير أصابع الست فإنه غالباً ما يستخدم كطبقات في الحلويات مثل التيراميسو أو الترايفل.